# Poul Eefsen
Poul Valdemar Eefsen (født 19. september 1925 i Uggelhuse ved Randers, død 8. april 2008) var en dansk jurist og politimand, der i perioden 1975-1995 var politidirektør i København. 
Inden han blev politidirektør, havde Poul Eefsen gjort karriere i landbrugs- og justitsministeriet. Som politidirektør blev han upopulær i dele af den københavnske befolkning for sin håndtering af 18. maj-urolighederne i 1993, hvor der for første gang i fredstid blev affyret skud mod demonstranter,[kilde mangler] men han var generelt vellidt inden for korpset på grund af sit meget aktive forsvar for politiets aktioner.[kilde mangler]
Eefsen blev kommandør af 1. grad af Dannebrog i 1991 og modtog desuden flere udenlandske ordner. Han blev begravet på Søllerød Kirkegård.